# Philypnodon macrostomus
Philypnodon macrostomus är en fiskart som beskrevs av Douglass Fielding Hoese och Felix Maximilian Reader 2006. Philypnodon macrostomus ingår i släktet Philypnodon och familjen Eleotridae. Inga underarter finns listade i Catalogue of Life.